# Stadshavens (Rotterdam)

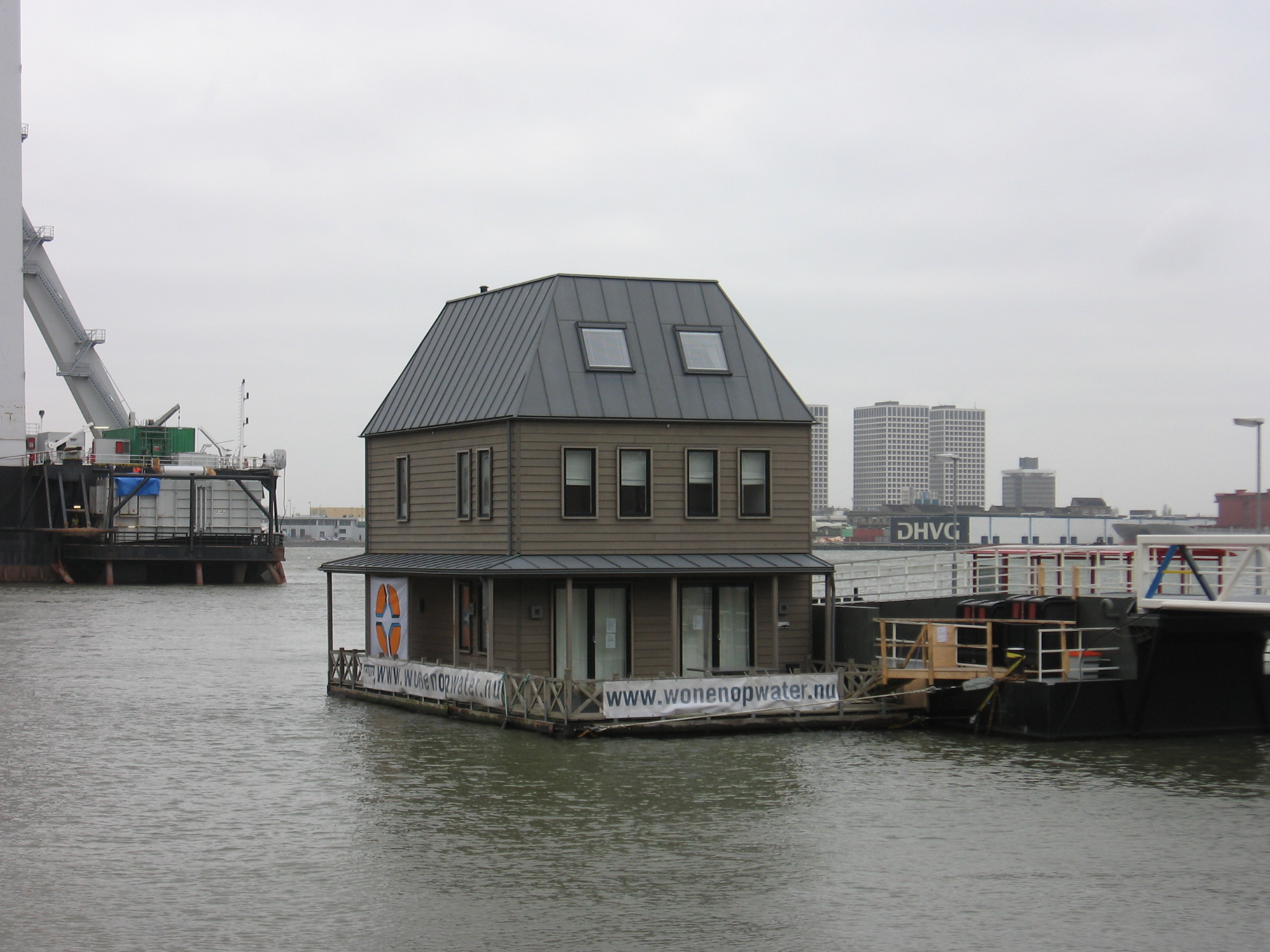
Voorbeeld van een drijvende woning. Drijvende woonwijken zijn een mogelijke invulling van het Stadshavens gebied

Stadshavens Rotterdam is de naam van een gebied van circa 1600 hectare tussen de Beneluxtunnel en de Erasmusbrug. Na ingebruikneming van de Tweede Maasvlakte zal een deel van de havengerelateerde industrie wederom in fasen naar het westen verplaatst worden, weg uit de Rotterdamse havens direct gelegen ten westen van het centrum van de Zuid-Hollandse stad. Dit gebeurde eerder met de aanleg van de havens in het Botlekgebied en na de aanleg van de Maasvlakte. Hierdoor komt er ruimte vrij voor nieuwe bestemmingen.  Volgens de huidige planvorming zullen die worden ontwikkeld met de nadruk op duurzame, innovatieve en moderne werk- en woonomgevingen.
Het is een van de 33 projecten is die tot "Randstad Urgent" behoort, een initiatief van het ministerie van Verkeer en Waterstaat.

## Deelgebieden
Stadshavens is onderverdeeld in vier deelgebieden die (kunnen) worden herontwikkeld:
- Rijnhaven en Maashaven,
- Merwehaven en Vierhaven (met het Rotterdam Climate Campus),
- Waalhaven en Eemhaven
- het RDM-terrein en campus